# Tinospora guangxiensis
Tinospora guangxiensis är en tvåhjärtbladig växtart som beskrevs av Hsien Shui Lo. Tinospora guangxiensis ingår i släktet Tinospora och familjen Menispermaceae. Inga underarter finns listade i Catalogue of Life.